# ماکسیوتوو (شهرستان زیلایرسکی، باشقیرستان)
ماکسیوتوو (انگلیسی: Maxyutovo, Zilairsky District, Republic of Bashkortostan) یک شهرک در شهرستان زیلایرسکی استان باشقیرستان کشور روسیه است.